# Hydrangenol
Hydrangenol es una dihydroisocumarina. Se puede encontrar en Hydrangea macrophylla, así como en 8-O-glucoside. (-)-hydrangenol 4'-O-glucoside and (+)-hydrangenol 4'-O-glucoside se puede encontrar en  Hydrangeae Dulcis Folium,  las hojas procesadas de  H. macrophylla var. thunbergii.